# Dagmar Overby
Dagmar Johanne Amalie Overby (født 23. april 1887, død 6. maj 1929), også kendt som Englemagersken og Menneskedyret fra Enghavevej, var en dansk seriemorder, som blev dømt for at have myrdet ni spædbørn i perioden 1913-1920. I forhør tilstod hun 16 børnemord, men i landsretten blev der kun ført bevis for ni drab. Overby anses for at være danmarkshistoriens største seriemorder.
Retssagen satte fokus på plejebørns og enlige mødres vanskelige og udsatte position og førte til en ændring af lovgivningen om plejebørn i 1923. I 1924 indførtes loven om folkeregistrering. Endvidere blev der indført love om tilsyn af børn født uden for ægteskab og plejebørn, som var i kraft frem til 1965.
Dagmar Overbys historie har givet inspiration til både litteratur, teater og musik. I 2024 blev den filmatiseret i den danske Oscar-nominerede film Pigen med nålen.

## Baggrund

### Opvækst
Overby blev født den 23. april 1887 i Vedslet Sogn som datter af Søren Julius August Overby, indsidder, og Ane Marie Cathrine Christiansdatter Johnsen. Overby havde mindst 8 søskende, August Christian (f. i Ebdrup, Randers 1881), Margrete Lucie (f. i Gjerlev, Randers 1883, d. i Viby J 1963), Emilie (f. i Odder 1885, d. i Kbh. Vor Frelser 1968), Harald (f. i Odder 1889, d. i Odder 1892), August Kristian (f. i Odder 1891, d. i Odder 1892), Mary (f. i Odder 1894), Viggo (f. i Aarhus 1898, d. i Gjerlev, Randers 1956), Christian John (f. i Aarhus 1900). Familien levede i betydelig fattigdom og flyttede ofte rundt til gårde, hvor faren kunne få arbejde. På et tidspunkt fik flere medlemmer af familien difteri, hvor Overby var den eneste, der til trods for at være anset som den svagelige i familien klarede sig igennem sygdommen uden mén. Familien flyttede i 1895 til Aarhus, hvor Overby gik på Paradisgade Kommuneskole og senere Nørrebrogades Borgerskole, da familien flyttede til en ny adresse. Hun gik ud af skolen efter 4. klasse som 13-årig, hvorefter hun fik arbejde som bud i et ismejeri.
Overby blev angiveligt udsat for et seksuelt overgreb af sin farfar, da hun var barn, hvilket til trods for hendes forældres viden ikke blev gjort noget ved.
Overby blev som barn beskrevet som yderst fantasifuld tangerende til løgnagtig, vanskelig og meget dominerende, hvilket resulterede i, at hun ikke havde nogen venner. Hun blev flere gange taget i at stjæle blandt andet fra naboer og kunder i ismejeriet. Grundet de mange tyverier blev hun i 1900 som 13-årig som straf sendt til Trunderup på Fyn, hvor hun fik plads som tjenestepige hos gårdejer Henrik Knudsen. Overby var glad for tiden hos familien Knudsen, og hun blev med hjælp fra gårdejeren konfirmeret i Kværndrup Kirke.

### Mellemtiden
I perioden 1901 til 1908 tjente Overby som tjeneste- eller køkkenpige hos forskellige gårde i både Aarhus og på Fyn, og var i 1909 i hus hos Sophie Jørgensen i Ringe. Overby blev her taget i at stjæle fra fruen og med flere uopklarede tyverier hos flere gårde i området, blev Overby anset som hovedmistænkt. Hun blev arresteret og idømt ti dages fængsel, som blev afsonet i Svendborgs Arresthus. Efter endt afsoning i september 1909 rejste Overby tilbage til Aarhus, hvor hun fik arbejde som køkkenpige hos Kvægtorvets Restauration. Her indledte hun et forhold med Peter Christian Bisgaard og blev gravid. Til trods for graviditeten ønskede hverken Overby eller Bisgaard at blive gift, og de besluttede ligeledes, at barnet skulle bortadopteres efter fødslen.
Overby fødte en dreng, Axel, den 14. september 1910 på Fødselsstiftelsen i Aarhus. Overby besluttede sig dog for at beholde drengen. I perioden op til fødslen og indtil december 1910 boede Overby hos sin søster Emilie. I december 1910 fik hun plads i huset hos Rasmus Jørgensen på en gård ved Vejlby Fed. Her blev hun dog kun kort, og til trods for at hun indledte et forhold til Jørgensen, endte hun med at rejse videre seks måneder senere, i juni 1911 til skovarbejder Jens Jespersen i Sall ved Hammel. Her var hun kun i fire måneder, før hun flyttede hjem til søsteren Emilie og dennes mand. I oktober 1911 flyttede Overby ind hos sin farmor, Hanne Overby, i Randers. Sønnen Axel døde kort efter ankomsten til Randers af lungebetændelse, men grundet barnets meget mørke og blå ansigt, som kunne ligne tegn på kvælning, blev Overby afhørt af politiet. Politiet aflagde en rutinemæssig rapport uden noget usædvanligt påvist, og sagen blev henlagt.
I slutningen af 1911 fik Overby arbejde som køkkenpige hos en restaurant i Aarhus, hvor hun mødte fiskehandler Anton Peter Nielsen. Selvom hverken Overby eller Nielsen var synderligt interesseret i hinanden, blev de gift den 1. april 1912 i Sankt Pauls Kirke i Aarhus. Det blev et kort forhold og ægteskab, da Overby blot én måned senere flyttede fra Nielsen. Overby var på tidspunktet gravid med Jørgensen fra Vejlby Fed, som hun havde mødtes med flere gange. Da Overby flyttede fra Nielsen, fik hun plads hos husmand Jens Andersen Sørensen, kaldet 'Filt', som boede i Krajbjerg ved Hornslet. Overby indledte kort efter et seksuelt forhold til ham. Overby var fortsat gravid, hvilket Filt var bekendt med. Overby fødte den 4. september 1912, en datter, Erena Marie Overby Nielsen, på Fødselsstiftelsen i Aarhus, hvor Anton Peter Nielsen blev angivet som faderen, selvom Jørgensen egentlig var det.
Et år efter blev Overby atter gravid, denne gang med Filt, og Filt, der ikke ønskede, at folk skulle blive bekendt med hans og Overbys forhold, ønskede at få fosteret fordrevet. Overby nægtede og fødte 8. september 1913 en dreng. Hun forestod selv fødslen i hjemmet uden hjælp. Filt og Overby blev sammen enige om at sætte barnet ud for at undgå, at folk fandt ud af det, og de efterlod ham næste morgen i en lade ved en gård i Lemmer ved Randers. Drengen blev fundet nogle timer senere og anbragt i pleje. Overby gik først til bekendelse omkring udsætningen af barnet flere år senere.

### København
Efter denne hændelse flyttede Overby til København, hvor hun fra november 1914 havde plads flere forskellige steder, ofte i korte perioder, da hun til trods for at være yderst flittig også løj meget. Hun havde i løbet af 1914 et forhold til en dansk soldat, Carl Anton Hansen, som var en del af den danske hærs sikringsstyrke under Første Verdenskrig.
I 1915 fik Overby mulighed for at åbne en slik- og iskageforretning på Holmbladsgade 26 på Amager, hvilket hun accepterede. Leverancerne af slik, is og vafler til butikken blev leveret af den 25-årige kusk Svend Carl Svendsen, og de to indledte snart et forhold. Svendsen flyttede kort efter ind hos Overby og datteren Erena. Forretningen viste sig ikke at kunne løbe rundt og måtte lukke i begyndelsen af 1916, samtidig med at Svendsen blev fyret fra sit arbejde som kusk.
Den 16. februar 1916 måtte Overby efter længere tids sygdom indlægges på Kommunehospitalet i København, hvor hun fik konstateret svær underlivsbetændelse. Svendsen kunne ikke passe datteren, Erena, som i stedet blev sendt på Anton Basts børnehjem. Overby blev udskrevet fra hospitalet 5. marts, hvor hun og datteren flyttede ind hos Svendsen, som boede til leje i et værelse hos et ægtepar på Jægersborggade 43, 1. th. Parret blev boende der i to måneder, mens de forsøgte at få deres privatøkonomi op at køre igen, hvilket var en besværlig opgave. Da Overby blev nægtet af Svendsen at prøve at få et barn sammen, valgte hun i stedet at søge efter at få et plejebarn, som ikke blot ville give hende et barn at tage sig af, men også en indtægt.

## Mord

### Jægersborgsgade 43
Overby satte i april 1916 en artikel i den lokale avis, Aftenposten, hvori hun skrev, at hun og hendes ægtemand søgte at adoptere et barn mod en engangsbetaling eller mod farens bidrag. Overbys annonce blev kort efter besvaret af den unge og fraskilte mor, Rasmine Kirstine Jensen, som ønskede at bortadoptere sin tre uger gamle dreng, Harry. Overby afhentede drengen den 15. april 1916 efter at have aftalt en månedlig plejeløn på 12 kr. Efter afhentningen kørte Overby rundt med drengen i barnevognen, hvor hun til sidst kørte på Assistens Kirkegård. Overby udtalte under sin retssag, at hun pludselig kom i vildrede om, hvad hun havde gjort og hvad Svendsen ville sige, hvis hun kom hjem med endnu et barn til husholdningen, og hun besluttede sig derfor for at slå drengen ihjel. Overby kvalte drengen i et navlebind og smed efterfølgende liget i et latrin på kirkegården. Hun kørte efterfølgende hjem til Jægersborgsgade, hvor hun fik Svendsen til at pantsætte den tomme barnevogn for 20 kr. uden videre forklaring fra Overby. Liget af drengen blev fundet tre dage senere på Kløvermarkens rensestation. En efterlysning på oplysninger om drengen og hans død blev trykt i adskillige aviser, såsom Berlingske, Politiken, Socialdemokraten og Avertissementstidende få dage senere, men ingen henvendelser kom ind.
Overby indrykkede i dagene efter en ny annonce, hvor hun søgte efter et nyfødt barn til pleje mod en engangsbetaling. Den 19-årige Maren Pouline Hansen besvarede annoncen, da hun ønskede at bortadoptere sin uægte datter, som var født en måned tidligere. Overby afhentede barnet den 18. april 1916 for en aftalt betaling på 300 kr. Overby berettede under retssagen, at hun igen fandt sig selv i en uoverskuelig situation og derfor måtte slå barnet ihjel. Efter ankomsten til hjemmet på Jægersborgsgade kvalte hun barnet i et navlebind. Hun pakkede liget ind i klude og gemte det under sengen. Den følgende dag havde Overby med sin datter taget liget med til Amager, hvor hun havde smidt det ned i nogle kloakrør. Overby opsøgte få uger efter drabet Maren for at få sine 300 kr. Overby og Svendsens udlejer og naboer begyndte på dette tidspunkt at undre sig over den mængde penge den lille familie pludselig så ud til at være kommet til, men Overby løj og forklarede, at det var penge, hun fik fra en greve i Jylland, der var far til datteren, Erena.
I maj 1916 fik Overby, efter at have indrykket endnu en plejebarn-annonce i avisen, kontakt til den 19-årig Ester Mathilde Larsen, der havde fået et uønsket barn med sin mange år ældre kollega. Overby havde indtil videre introduceret sig selv som Fru Svendsen, men gik også under navnene Erena Rosenkrants, fru D. Svendsen eller D. E. Svendsen. Overby mødte den 22. maj op ved Larsens lejlighed på Ungarnsgade 16, 3. sal, hvor hun fik overleveret drengebarnet, Poul Larsen, for en engangsbetaling på 200 kr. samt en aftale om Overby skulle modtage 30 kr. månedligt de næste 10 måneder. Overby dræbte barnet kort efter hjemkomsten til Jægersborgsgade, men fortalte senere under forhør at hun huskede hvor eller hvordan hun skaffede sig af med liget. Overby modtog frem til januar 1917 30 kr. hver måned fra Larsen.

### Landemærket 10
I begyndelsen af maj måned 1916 flyttede Overby og Svendsen fra Jægersborgsgade til en lejlighed i Landemærket 10 i Indre By. Overby indrykkede endnu en annonce i avisen og blev kontaktet af Ane Kirstine Christensen, som ønskede at bortadoptere sin nyfødte dreng. Den 24. maj ankom Christensen til Overbys lejlighed på Landemærket og afleverede barnet og aftalte, at barnets far ville komme og betale de 200 kr. for plejen af drengen. Overby valgte af ukendte årsager ikke at slå barnet ihjel med det samme, men beholdt ham faktisk i pleje. Hun gik på et tidspunkt forbi Havnegades bagerforretning, hvor Maren Hansen arbejdede og fremviste drengebarnet til Maren under den påstand at det var Marens egen datter.

### Åbenrå 16
I maj 1916 så Overby en annonce i Aftenposten af Kristine Hüttel, som tilbød adoption af sin datter hurtigst muligt. Overby kontaktede Hüttel og fik arrangeret at Hüttel skulle komme til Åbenrå 16, 1. sal, hvor Overby og hendes familie bestående af Svend Svendsen, datteren Erena og Ane Christensens dreng var flyttet til. Hüttel afleverede den 1. juni 1916 sin datter hos Overby og arrangerede en engangsbetaling på 400 kr. for adoptionen af datteren. Efter Hüttels afsked druknede Overby barnet i et kar med vand og svøbte liget i noget lærred og lagde det på en hylde i lejlighedens brændselsrum. Hen over sommeren bemærkede Svendsen en ubehagelig lugt i lejligheden, men det var først efter et stykke tid, at Overby kom i tanker om liget, der lå i brændselsrummet og var gået i stærk forrådnelse. Hun pakkede liget i et sækkelærred og stoppede det ned under gulvbrædderne på det øverste loft i lejlighedsbygningen. I august 1916 havde Overby fået kontakt til Frida Speer-Hansen, da denne havde opslået en annonce i Aftenposten, hvor hun ønskede at bortadoptere sit uønskede kommende barn.
Speer-Hansen havde født barnet på enkefrue Wedelboes fødeklinik, hvor Overby kom og aftalte betaling for varetagning af barnet. Fru Wedelboe og fødeklinikkens jordemoder, Rosa Marie Nikoline Jørgensen, forsøgte at overtale Speer-Hansen fra at overlade barnet til Overby, da de fandt Overby sjusket og ikke egnet som plejemor. Speer-Hansen trodsede deres meninger og afleverede dagen efter fødslen sin dreng hos Overby samt en betaling på 100 kr. Få dage senere ankom drengens far til Overby og overbragte ligeledes 100 kr. for pasningen af barnet. Dagen efter, den 1. september 1916, opsagde Overby sit lejemål i lejligheden, da hun ønskede at rejse til Jylland for at besøge sine forældre. Hun kvalte samme dag Speer-Hansens dreng og rullede ham efterfølgende ind i en ble og lagde ham under sengen. Den efterfølgende dag, den 2. september, pakkede hun liget i en lille brun håndkuffert og rejste med Erena og Ane Christensens dreng til Aarhus. Samme aften som familien ankom til Overbys forældres hjem i Floes, gravede Overby liget af drengen ned i møddingen bag gårdens lade.
Overbys forældre kritiserede, at Overby havde taget et plejebarn, og samtidig med følelsen af uoverskuelighed valgte Overby at forsøge at give Ane Christensens barn tilbage. Af ukendte årsager valgte Overby ikke at skrive til barnets biologiske mor, Ane Christensen, men derimod til Rasmine Jensen, om at hun ønskede at aflevere "hendes" dreng tilbage. Overby og børnene blev hos Overbys forældre i et par uger før de vendte tilbage til København, hvor de mødtes med Svendsen. I stedet for at bo med ham valgte hun at flytte ind hos sin søster, Emilie og dennes familie, på Ny Carlsbergvej 2. Overby afleverede Ane Christensens søn til Rasmine Jensen kort efter. Overby flyttede herefter ind på Mose Alle i Rødovre sammen med Svendsen og datteren.

### Mose Alle
I løbet af efteråret 1916 blev Overby gravid og gik hen over vinteren med en besværlig graviditet, der gjorde hende sengeliggende. Rasmine Jensen og hendes mor kontaktede atter Overby og spurgte, om hun ville overtage drengen fra dem igen. Overby accepterede at tage drengen i pleje for en forhøjet plejeløn på 25 kr. om måneden, hvilket Jensen indvilligede i. Drengen blev kort efter alvorligt syg med mæslinger og bronkitis, og Overby tog kontakt til Jensen igen. Jensen fik drengen tilbage, men drengen døde en måned efter og Jensen begravede ham i den tro, at det var hendes søn. Drengen blev navngivet Harry Jensen og blev begravet på Bispebjerg Kirkegård. Overby fødte den 14. maj 1917 en dreng, som døde dagen efter af en medfødt fatal hjertefejl.
I maj 1917 fik Overby, som gik under navnet Dagmar Svendsen, kontakt til den 17-årige Rosa Kirstine Hansen, som ønskede at bortadoptere sin søn. Overby og Hansen aftalte et plejeløn på 25 kr. om måneden, og den 20. maj 1917 afleverede Hansen sønnen hos Overby. Overby måtte et par måneder senere tage kontakt til Hansen og bede om et forskud på plejelønnen, da Svendsen var blevet fængslet i 80 dage for sin meddelagtighed i et større tyveri af jern.
I juli 1917 boede Overby på Viktoriagade, hvor hun blev opsøgt af frøken Jacobsen, en veninde til Ane Christensen, der ønskede at se sin venindes dreng (samme dreng som var blevet givet bort til Rasmine Jensen og lå begravet som Harry Jensen på Bispebjerg Kirkegård). Overby lånte sin søster Emilies søn og kørte med barnevognen til Frederiksberg, hvor frøken Jacobsen boede og Overby fremviste drengen som var det Ane Christensens. I oktober 1917 opsøgte frøken Jacobsen atter Overby og ønskede at se drengen, hvor Overby fortalte, at drengen var død af sygdom. Frøken Jacobsen var mistænksom og krævede at se en døds- og begravelsesattest. Overby opsøgte lægen, der dengang udfærdigede Harry Jensens dødsattest og løj om, hvordan Rasmine havde hjulpet Overby med at passe Overbys plejebørn og ved en fejl havde oplyst det forkerte navn på det barn, der var afgået ved døden af mæslinger og bronkitis. Overby fik overrakt en ny dødsattest med Ane Christensens søns navn og kunne herefter få udstedt en begravelsesattest, som hun viste til frøken Jacobsen, som ikke kunne gøre andet end at acceptere dødsfaldet.

### Enghavevej 218
I august 1916 nedkom Olga Rosalie Hansen med en datter efter en uønsket graviditet, og da både hende og barnets far ikke havde økonomi til at indgå ægteskab, besluttede de at bortadoptere barnet. Betty Madsen, en veninde af Olga Hansens, forældre indvilligede i at passe på Olga Hansens barn indtil en anden løsning oprandt, så Olga kunne fortsætte ubemærket i sin stilling som tjenestepige. I oktober blev Betty Madsens mor syg, og Olga fandt igennem en annonce i en avis frem til fru Svendsen, som søgte et adoptivbarn. I begyndelsen af november kom Olga Hansen forbi fru Svendsen på Enghavevej 218, hvor hun aftalte en plejeløn på 18 kr. om måneden for pasningen af barnet. Betty Madsen og hendes mor afleverede få dage senere pigen hos Overby, Samme dag kvalte Overby barnet med noget snor og for første gang, valgte hun efterfølgende at brænde liget i lejlighedens kakkelovn i spisestuen. Det næste halve år opsøgte Olga Hansen Overby et par gange for at spørge ind til datteren, hvor Overby løj om at pigen havde det godt, ligesom at Overby fortsatte med at modtage plejeløn for pasningen hver måned.
I slutningen af november 1917 blev Overby gennem sin sædvanlige annonce i avisen kontaktet af Anne Kirstine Vodder, som havde født en søn, som hun ønskede at bortadoptere. Overby accepterede tilbuddet for adoption for en engangsbetaling på 200 kr. og Vodder afleverede den 9. december drengen hos Fru Svendsen. Et par dage senere, 16. december 1917, ankom drengens far og afleverede de aftalte 200 kr. Samme dag dræbte Overby drengen ved at kvæle ham og efterfølgende brændte liget i lejlighedens kakkelovn. Også i november 1917 mødtes Overby også for første gang med Birgitte Marie Petersen, der desperat ønskede at bortadoptere sit kommende barn. Overby ytrede at hun ikke helt kunne overskue pasningen af et nyfødt barn, men blev overtalt, da det blev aftalt at Petersen skulle betale 100 kr. i forskud. Den 25. februar 1918 afhentede Overby Petersens nyfødte datter, og bragte hende hjem til Enghavevej 218. Her kvalte hun samme dag pigen og brændte den efterfølgende dag liget i lejlighedens kakkelovn.
I begyndelsen af 1918 blev Overby og børnene bedt om at flytte ud af vognmand Hansens lejlighed, da han var træt af Overbys mærkværdige adfærd. Derudover var flere i opgangen, der havde bemærket at siden Overbys indflytning var sket flere småtyverier. Overby kontaktede herefter sin tidligere kortvarige ægtemand, Anton Peter Nielsen, og spurgte om hun og børnene kunne flytte ind hos ham i Lisbjerg nord for Aarhus, hvilket han accepterede. Overby kontaktede Rose Hansen og fortalte nyheden om at de flyttede og at hun ønskede at lade hendes søn Axel blive døbt. Han blev døbt Angelo Axel Overby Hansen.

### Jylland
Den 4. marts 1918 flyttede Overby og børnene ind hos Anton Peter Nielsen i Lisbjerg. Overby og Nielsen indledte atter et forhold, men det udviklede sig hurtigt i en dårlig retning, da Nielsen drak heftigt og ofte tæskede Overby, da hun nægtede at gå i seng med ham. Overby rejste over den næste periode ofte tilbage til København. Nielsen udtalte senere i retten af han efter Overbys indflytning i hjemmet, lagde mærke til at hun indtog naftadråber, hvilket Overby forklarede med at indtaget bragte hendes tanker i orden. Det blev senere berettet af vidner at mens Nielsen var voldelig, så var Overby yderst løgnagtig. De blev den 23. august 1918 begge anholdt af politiet i Gråmølle Brohus, efter at være blevet sigtet for tyverier begået i løbet af sommeren, såsom tyveri af høns, mælk, fjerkræ og lam. Overby og Nielsen blev varetægtsfængslet i Aarhus Arresthus, hvor de to begge kom med modsættende forklaringer på, hvem der var den mest skyldige i tyverierne. Erena og Axel blev kort efter anbragt på Lisbjerg Fattiggård, men eftersom ingen af Overbys pårørende ønskede at have noget med Overby eller hendes børn at gøre, blev børnene anbragt på Aalborg Børnehjem, ligesom at forældremyndigheden blev frataget Overby og i stedet overgivet til overværgerådet i København. Den 26. september 1918 blev hun ved Ning Herredsret idømt 15 måneders forbedringshusarbejde, som skulle afsones i Kvindefængslet på Christianshavn. Overby blev løsladt den 2. august 1919 med kommentarer om at Overby var "blid og forsonlig, men til tider noget hård. Hendes helbreds- og opførselstilstand var tilfredsstillende..."

### Åbenrå 13
Under sit ophold i Kvindefængslet fik Overby kontakt til Maja Tørsleff, en 45-årig missionær fra Kirkens Korshær, som tilbød Overby et værelse i Kirkens Korshærs logihus i Åbenrå 13, København. Overby afslog i første omgang dette, og rejste tilbage til Aarhus i forsøget på at finde Svendsen, men da dette mislykkedes, opsøgte hun Tørsleff omkring værelset. Overby skulle dele værelse med den 26-årige Camilla Bolette Poulsen, og samtidig fik job hos Lauritz Knudsen, en fabrik, der fremstillede elektriske komponenter. Overby vendte hurtigt tilbage til sine tidligere vaner med druk og mandebesøg, ligesom at hun i slutningen af august 1919 indrykkede en annonce i Aftenposten, hvor hun udgav sig for at være "fru sagfører Inger Marylanda Nielsen fra Jylland", der søgte efter et nyfødt barn. Hun blev kontaktet af den 20-årige Carla Marie Helmersen fra Valby, der ønskede at bortadoptere sin 3 måneder gamle dreng, Kai Frants Helmersen. Overby rejste den 4. oktober til Valby, hvor hun fik overrakt drengen, samt 200 kr. Hun tog hjem til værelset på Åbenrå 13, hvor hun og barnet var alene. Overby blev endnu engang overvældet af den uhåndterbare situation, og hun kvalte drengen med et navlebind og lagde liget under sengen. To dage senere, 6. oktober tog hun til Amager, hvor hun ved en haveforening på Øresundsvej, stoppede liget ind i et kloakrør. Liget blev fundet tre uger senere, 29. oktober, men til trods for politiundersøgelser og efterspørgsler i byens aviser, fandt politiet aldrig frem til drengens identitet, og sagen blev henlagt.

### Enghavevej 21, 1. tv.
I efteråret 1919 begyndte Overby at blive mere og mere deprimeret, hvilket resulterede i fravær fra arbejdet og manglende efterlevelse af logihusets regler. Hun blev i slutningen af november opsagt fra sit værelse, ligesom at hun blev fyret fra sit arbejde på elektronik-fabrikken. Overby flyttede i en kort periode ind hos søster, før hun fik et nyt job som husbestyrerinde hos enkefrue Maagensen på Enghavevej 21, 1. tv. Maagensen var syg af sukkersyge, og døde i slutningen af januar, hvorefter Overby overtog lejemålet og lejligheden. Overby havde atter fået kontakt til Svendsen, som flyttede ind i lejligheden. Overby blev i starten af april syg af underlivsbetændelse, samtidig med at hun var blevet gravid, og hun blev indlagt på Rigshospitalet, hvor hun fik foretaget en abort og blev behandlet for sin infektion. Under opholdet på hospitalet faldt Overby i snak med den ugifte Anna Marie Kristine Jensen, som ønskede at bortadoptere sin nyfødte datter. Jensen ville dog ikke indgå i de betingelser, som Overby fremsatte og adoptionen gik ikke igennem. For sin behandling fik Overby ordineret morfin mod sine smerter, hvilket vedligeholdt hendes lægemiddelsmisbrug. I august 1920 indrykkede Overby atter en annonce i Aftenposten, hvor hun søgte efter en nyfødt dreng. Hun blev kontaktet af et ungt par, Henry Rosgaard og Lizzie Vikki Holdt, der ønskede at bortadoptere deres seks måneder gamle dreng. Parret og Overby indgik en aftale, men nåede aldrig til overdragelsen af drengen, før Overby blev afsløret.
Det vides med sikkerhed, at Overby i perioden fra den 15. april 1916 til den 30. august 1917 dræbte syv spædbørn.
I perioden fra 1919 til hendes arrestation den 30. august i 1920, mens hun boede på Enghavevej 218 på Vesterbro slog hun med sikkerhed 2 børn ihjel.

## Arrestation
Overby blev arresteret den 2. september 1920, da Caroline Kirstine Sophie Aagesen, der få dage tidligere havde afleveret sin datter hos Overby, fortrød og opsøgte Overby igen for at få datteren tilbage. Aagesen var kommet i kontakt med Overby gennem en kontaktannonce, hvor Overby havde indvilliget i at passe på Aagesens to måneder gamle datter. Aagesen afleverede datteren hos Overby 30. august og medbragte 300 kr. som betaling, som Overby af uforklarlige årsager fraskrev sig. Kort efter at Aagesen forlod lejligheden, kvalte Overby barnet med et stykke snor og lagde liget i en fletkurv i soveværelset. Dagen efter havde Overby puttet liget ind i brændeovnen og sat ild til. Overby var efterfølgende nødt til at forlade lejligheden, da hun ikke kunne udstå tanken om barneliget, der brændte i brændeovnen.
Aagesen var i de følgende dage ulykkelig over at have bortadopteret sin datter, og sammen med sin søster og sin kusine, opsøgte de Overby og bad om at få barnet at se. Overby løj om hvor barnet var, og de endte med at gå igen, men den følgende dag, den 2. september 1920, forsøgte Aagensen flere gange i løbet af dagen at opsøge Overby, hvilket først lykkedes sidst på eftermiddagen. Overby fortalte en løgn om, at hun havde givet barnet til en ukendt kvinde på Istedgade, og Aagesen gik til politiet og anmeldte Overby for franarrelse af sin datter. Politiet anholdt kort efter Overby, der angiveligt var påvirket af naftadråber. Overby blev den følgende dag, den 3. september 1920, stillet for vagtmester Ballerup, hvor hun kort efter blev sigtet for overtrædelse af § 213 - vanrøgt. Svendsen blev ligeledes anholdt for meddelagtighed. De blev begge idømt varetægtsfængsling i Nytorvs gamle arresthus på Slutterigade frem til den 24. september 1920.

## Efterforskning

### Indledende efterforskning
Sagen mod Overby og Svendsen kom til videre efterforskning hos assessor Mundt og vagtmestrene Andersen og Liktner hos Københavns Opdagelsespolitis 7. Undersøgelseskammer på Domhuset på Nytorv. Overby blev den 3. september atter afhørt af Liktner, men Overby afgav nu en divergerende forklaring end tidligere, da hun nu påstod at have mødt den ukendte kvinde flere gange og endda kaldte hende "bornholmeren". Overby gav samtidig skriftelig tilladelse til en ransagning af hendes hjem. Politiet tilbagebragte 84 effekter fra lejligheden til nærmere undersøgelse og afhørte ligeledes naboer og beboere i lejlighedsopgangen. Den 4. september blev endnu en undersøgelse af Overbys lejlighed udført, hvor der blev fundet flere medicinflasker og pilleæsker, samt aske fra kakkelovnen, som indeholdt benstumper. Fundet af benstumper i asken, gjorde at politiinspektør Jacobsen, overvagtmester Schou og læge Seemann fra Retsmedicinsk Institut blev tilkaldt til lejligheden til yderligere undersøgelser. Den 7. september udmeldte professor Ellemann fra Retsmedicinsk Institut at "...Knoglerne kunne ikke umiddelbart identificeres, men der var intet der talte for, at de ikke kunne være fra et barn..."
Fundet af mulige ligdele og et anonymt brev omhandlende enkefrue Maagensens død, som blev mistænkt for ikke at være naturligt, gjorde at Overby også blev mistænkt for drab. I takt med at offentligheden blev oplyst om efterforskningen, begyndte flere at henvende sig til politiet om deres interaktioner med Overby, såsom Anne Jensen og fru Priess, der hhv. havde afvist en adoption og som havde afgivet sin datter til Overby tre år tidligere.

### Tilståelse
Grundet de mange indicier indkaldte assessor Mundt Overby til et efterforskningsforhør i Københavns Byret 5. Afdeling, torsdag den 9. september 1920. Overby havde sin beskikkede forsvarer overretssagfører Gottlieb Jacobsen med, og kort efter forhørets start, tilstod Overby drabet på Caroline Aagesens datter, mens hun benægtede drabet på enkefru Maagensen.
Ved et nyt forhør søndag den 12. september 1920 tilstod Overby drabet på Kristine Hüttels datter i sommeren 1916, hvor Overby boede på Åbenrå 16. To betjente blev sendt til lejligheden, hvor de på loftet under nogle løse gulvbrædder fandt de resterne af barnelig, der tilsyneladende var blevet brændt. Den følgende dag, mandag 13. september, tilstod Overbys sit første begåede mord, mordet på Harry Jensen, der var blevet kvalt i et navlebind og smidt i et latrin på Assistens Kirkegården.
Onsdag den 15. september tilstod Overby mordet på Frida Speer-Hansens søn, som Overby havde gravet ned ved sine forældres gård i Floes i september 1916. Efter et mislykket forsøg for efterforskerne på at finde liget, måtte Overby rejse med til en påvisning i Emdrup. Det lykkedes ikke at finde liget af drengen.
Overby blev også taget med til påvisning på Øresundsvej på Amager, hvor hun havde fortalt, at hun havde lagt et lig i en grøft. Politiet fandt her knoglerester fra et lille barn, som sammenholdt med Overbys tilståelse, blev konkluderet var resterne af Marens Hansens datter, dræbt i april 1916.
I løbet af efterforskningen fandt politiet ligeledes frem til Overbys tidligere husmand, Jens Andersen Sørensen, også kaldet Filt, fra sin tid i Hornslet mellem 1912-1913. Filt blev sigtet for overtrædelse af straffelovens § 197 omhandlende sædelighedsforbrydelse i forbindelse med det drengebarn, som Overby og Filt fik sammen, men som de efterfølgende satte ud ved Randers Landevej i 1913. Filt understøttede i store træk Overbys tidligere udtalelser, og det blev besluttet af assessor Mundt at frafalde tiltalen og Filt fik lov til at gå.
Efterforskningen i hvorvidt Svendsen var meddelagtig, fortsatte ved at indkalde hans mor, Karen Sofie Svendsen, til forhør den 1. oktober 1920. K. Svendsen fortalte, at hendes søn var doven og ikke nærede megen interesse i sine omgivelser, og at hun derfor ikke troede, at han kunne være meddelagtig i forbrydelserne. Med Overbys fulde tilståelse, Svendsens egen påståede uskyld og det faktum, at der var ingen tekniske beviser eller vidneudsagn mod ham, blev han løsladt og han flyttede ind hos sin mor på Husumgade. Han benægtede under hele retssagen mod Overby, at han anede uråd om Overbys forbrydelser til trods for at de boede sammen.

### Afhøring af familie
Overbys søster, Emilie Svaneby, blev indkaldt til afhøring omkring Overby. Hun kunne bekræfte at Overby helt fra barns ben ofte havde fortalt fantastiske løgnehistorier og havde stjålet meget og dertil fået prygl som straf. Hun bekræftede også at Overby var blevet udsat for et seksuelt overgreb af deres farfar. Søsteren fortalte også at Overby siden sin løsladelse fra Svendborg i 1909, havde boet hos hende og hendes mand af flere omgange, og at Overby og søsterens mand i de perioder havde haft gentagne affærer. Søsteren og Overby havde siden 1913 kun haft sporadisk kontakt, når Overby opsøgte hende for at få hjælp, men søstrene havde ingen kontakt haft siden sommeren 1920. Overbys søsters mand, Peder Svaneby, blev indkaldt til afhøring, hvor han bekræftede sin og Overbys årelange affære. Assessor Mundt og vagtmester Andersen rejste i oktober 1920 til Langkastrup på Djursland for at afhøre Overbys forældre og til Overbys to søstre, Lucie Margrete og Mary, som boede på et husvildeinternat i Viby, Aarhus. Forældrene og søstrene bekræftede alle de tidligere udsagn om Overbys barndom med løgnehistorier og smårapserier, mens de tilføjede at Overbys forbrydelser dog overraskede dem, da Overby, som barn, til trods havde været et kvikt barn og mild og god ved både børn og dyr. Ingen af dem havde haft kontakt med hende siden hun var helt ung.

### Påvirkning af stoffer
Overby fortalte under en samtale med assessor Mundt og vagtmester Andersen, at hun fra en ung alder led af voldsom hovedpine og søvnløshed, og at hun betragtede sig selv som en nervøs, følelsesfuld, og ustabil person med et humør, der vekslede mellem det depressive og maniske. For at dulme sit plagsomme sind havde hun opdaget at naftadråber var lindrende og efter en utilsigtet stor dosis havde hun opdaget en meget bedøvende og behagelig virkning. Hun fortalte yderligere, at hun også indtog æter, og hun skiftede mellem de to præparater ved at drikke dem eller sniffe dem. Hun fortalte også, at hun havde et forbrug af morfin, sovemidlet kloralhydrat og kokain - stoffer, som hun skaffede sig både legalt og illegalt. Det lykkedes aldrig Overby at fastslå i hvilket omfang og hvor ofte hun indtog de angivne stoffer, men det blev fastslået, at hendes forbrug steg betydeligt efter årskiftet 1918-1919.

### Mental rapport
Assessor Mundt og vagtmester Niels Andersen blev i takt med efterforskningens udvikling, de to personer, der afhørte Overby mest og derved opnåede en vis fortrolighed. Overby noteres for at have udtalt, at hun ikke kunne give nogen grund til, at hun havde dræbt børnene, ligesom at hun intet kunne sige om, hvad hun følte, før hun begik drabene, kun at hun bagefter følte den dybeste fortvivlelse. Hun udtalte ligeledes, at hun efter hvert drab efterfølgende oplevede en periode, hvor hun ikke troede på det, der var sket. Endeligt forklarede hun, at hun aldrig havde til tanke at slå børnene ihjel, når hun opslog adoptionsannoncer, og hun forklarede, at hun havde en evne til først at forstå, hvilke handlinger hun havde gjort, efter at de var sket.
Under de daglige forhør brød Overby, 1. november 1920, pludselig sammen i gråd i sådan en grad, at hun til sidst mistede bevidstheden. En fængselslæge blev tilkaldt, som konstaterede at Overby havde fået et veritabelt mentalt sammenbrud grundet de sidste ugers hændelser og hun blev indlagt på fænglets sygeafdeling. Assessor Mundt kontaktede 16. november 1920 fænglsets overlæge Friis, om der kunne laves en psykiatrisk undersøgelse med henblik på udfærdigelse af en mental rapport af Overby. Overlæge Friis anbefalede herefter at Overby blev indlagt på Københavns Kommunehospitals psykiatriske afdeling VI, hvor overlæge og professor dr.med. August Wimmer, specialist indenfor psykiatri og eugenik, måske kunne hjælpe. Dr. Wimmer accepterede at udfærdige en mental rapport, men afslog at have Overby indlagt, som han i et brev til overlæge Friis forklarede med at han "...på ingen nogen måde ønskede at have så "usmagelig" personage som Dagmar Overby indlagt på sin afdeling på Kommunehospitalet...". Han frygtede ligeledes for den vrede og ophidselse blandt medpatienter og personale, som kunne opstå ved hendes indlæggelse.  Overby blev herefter hver dag fragtet fra fængslet og til professor Wimmers kontor til undersøgelse.
Professor Wimmer afleverede 31. december 1920 en 18 sider lang mentalrapport til politiets 7. Undersøgelseskammer. Professoren brugte de første otte sider på at gennemgå og kommentere politiets rapporter og akter fra forskellige retsmøder, og derudover var mentalerklæringen udformet som en sammenligning mellem politiakter og -rapporter og på den anden side de samtaler, Wimmer havde med Overby. Prof. Wimmer beskrev i mentalrapporten at Overby kun overfladisk udviste anger over sine forbrydelser og derimod udviste stor bitterhed over at hun følte sig svigtet af alle sine nære og følte stor ensomhed. Hun blev beskrevet som frigid og frivol og hævdede at hun aldrig selv havde tilskyndet sig intime eller seksuelle forhold, idet det "ikke var for hendes egen skyld, da hun aldrig havde mærket nogen tilfredsstillelse under samleje, hun havde aldrig mærket, at naturen gik". Hvor Overby tidligere havde påstået at hendes stofmisbrug var skyld i forbrydelserne, konkluderede Wimmer, at det ikke var tilfældet, men at det var hendes manipulerende natur og fuldkomne utilregnelighed, der lå til grund. Han beskrev videre, at det var hans indtryk at Overby havde "handlet med ret stor omtanke og tilsyneladende ret roligt overlæg smlgn. også hendes fremskaffelse af falsk dødsattest, hendes aflevering af falsk barn m.m.", og han påpegede at hun efter første barnemord, nærmest omgående anskaffede sig et nyt for straks også at dræbe dette. Han afsluttede og konkluderede mentalrapporten med at han ikke kunne finde belæg for at Overby havde lidt særlig overlast i sit barndomshjem, der kunne begrunde hendes morderriske adfærd som voksen, og at der ud fra psykiatiske undersøgelser ikke var tilstrækkelige beviser for at Overby havde begået drabene grundet en (forbigående) sindssygdom eller under indflydelse af narkotika.
| Citat | 31. december 1920 Jeg mener ikke, at der ved det hidtil fremdragede er fremskaffet tilstrækkeligt videnskabeligt grundlag for antagelsen, at arrestantinden har udført sine barnemord under en virkelig ved nydelsen af nartkotiske stoffer (eller af andre årsager) forvoldt (forbigående) sindssygdom Dr. med. August Wimmer | Citat |
|       | |       |

### Rygter om Englemagersken
Efterforskningen af Overby fyldte på tidspunktet meget i dagspressen, især i Københavnsområdet, hvor rygter om at Overby bl.a. havde lejet en lejlighed med den ene formål at samle en stor flok mindre børn og slå dem ihjel for penge. Dagspressen omtalte dette som nærmest en "englefabrik", hvilket senere udviklede sig til at Overby fik tilnavnet "Englemagersken".

## Retssag
I begyndelsen af 1921 blev sagskomplekset sendt til statsadvokaturen, hvor det blev vurderet, at der ikke var behov for flere efterforskningsskridt. Den 17. februar 1921 blev Overby i Vestre Fængsel overbragt anklageskriftet mod hende, hvori der stod at hun var tiltalt for overtrædelse af straffelovens §197 for et tilfælde af ét barns udsættelse og §190 for drab på otte spædbørn.

### 1. retsdag
Retsagen mod Overby blev sat tirsdag den 1. marts 1921 kl. 09.00 i Østre Landsrets 1. afdeling under forsæde af præsident Winther, landsdommer Trolle og konstitueret landsdommer Frølund. Anklageren i sagen, statsadvokat Poul Gammeltoft og Overbys forsvarer, Gottlieb Jacobsen, og 12 udvalgte nævninge, var også til stede. Overby blev fragtet fra Vestre Fængsel til landsretten i bil, hvorefter hun blev ekskorteret ind i retssalen af tre betjente. Efter oplæsning af anklageskriftet erklærede Overby sig skyldig i begge forhold over for dommeren, men benægtede at have dræbt børnene med overlæg.
Overbys tidligere partner, Filt, blev indkaldt som vidne i sagskompleksets første forhold; udsætningen af Overbys og Filts søn i september 1913. Mens Filt erklærede sin uskyld blev det rapporteret at Overby grinede af ham.
Retssagen fortsatte med sagskompleksets andet forhold; drabene på de otte spædbørn, hvor bl.a. Rasmine Jensen, moderen til det første dræbte barn, var blevet indkaldt som vidne. Overby gennemgik i løbet af retsdagen alle drabene, ét for ét, hvor hun gentagende gange forklarede at hun ikke kunne sige, hvorfor hun havde gjort det, men blot bekræftede at det var hende, der havde gjort det.

### 2. retsdag
Onsdag den 2. marts 1921 blev Overbys forældre, Ane Marie Overby og Søren Julius Overby, indkaldt som vidner og berettede om deres datters barndom og opvækst, hvortil Overby blev rapporteret til at bryde grædende sammen. For at berette om Overbys tid fra før og efter løsladelsen fra Christianshavns Kvindefængsel i 1919, blev Anton Peter Nielsen og Svendsen indkaldt som vidner, hvilket også bragte Overby til gråd. På denne dag blev Overbys forbrug af naftadråber også omtalt af flere vidner, og til trods for professor Boeck fra Farmakologisk Institut sagkyndige vurdering om at et så påstået stort forbrug ville være livsfarligt, protesterede Overby og erklærede at hun havde talt sandt.

### 3. retsdag - Domsafsigelse
Torsdag den 3. marts 1921 var retssagens sidste dag, hvor anklager Gammeltoft efter sin afsluttende procedure krævede at Overby blev idømt lovens strengeste straf. Overbys anklager, Gottlieb Jacobsen, argumenterede i sin forsvarstale for at Overby blot var et redskab for uansvarlige mødre og fædre, som ønskede at slippe af med deres uønskede børn. Han fortsatte yderligere med at Overbys forbrug af stoffer var delvis grund til hendes handlinger, og at hendes "glædesløse og omflakkende liv" måtte tages i betragtning som en formildende omstændighed. Retspræsident Winther sendte de 12 nævninge i enerum til votering. 
Nævningene vendte tilbage til retssalen én time og 32 minutter senere, hvor nævningenes ordfører, Claudi-Hansen, læste svaret op, hvor de fandt Overby skyldig i alle forhold.
De tre dommere voterede efterfølgende strafudmålingen i 20 minutter, hvorefter retspræsident Winther dømte Overby til døden.

### Benådning
Den 15. april 1921 blev Overbys straf taget op af justitsminister Svenning Rytter under et statsråd på Amalienborg, hvor kong Christian X, kronprins Frederik, konseilspræsident Neergaard og regeringen var til stede. På opfordring af de tre retsdommere fra Overbys retssag indstillede Rytter Overby til benådning, hvor det blev foreslået at ændre dødstraffen til livsvarig tugthusarbejde med det forbehold at Overby aldrig måtte nå over 4. klasse, hvilket betød at hun aldrig ville kunne frigives eller opnå lempelser i reglementet. Benådning blev tilfældigvis givet på samme dag som Overby havde oplyst fængelsinspektøren i Vestre Fængsel at hun ellers havde accepteret sin tidligere dom og ikke ville anke. Hendes forsvarer Jacobsen havde dog planlagt at søge om benådning uanset hendes beslutning.

## Afsoning
Overby blev den 20. april 1921 sendt til afsoning i Kvindefængslet på Christianshavn, hvor hun blev tildelt arbejde som sy- og strikkearbejder. 
Hun blev et par uger senere diagnosticeret med hysteri af fængselsoverlæge Friis-Møller.
Overbys sindstilstand blev i løbet af efteråret 1923 rapportet til at blive forværret, og den 13. december 1923 blev hun indlagt på fængslets sygeafdeling med diagnosen neurasteni (nervetræthed, red.). Hun blev udskrevet den 6. juni 1924, og vendte tilbage til sin celle.

### Anmodning om genoptagelse af sagen
I marts 1925 fik Overby et veritabelt mentalt sammenbrud og efterfølgende en dyb depression, som angiveligt udsprang af at hun havde fået at vide at hendes tidligere kæreste, Svendsen, var blevet gift. Overby sendte den 30. juni 1925 et 26 sider langt brev til landsretten, hvori hun skrev at hun ønskede sin sag genoptaget, da hun nu påstod at Svendsen, som var gået fri i alle sigtelser før retssagen i 1921, i virkeligheden var den skyldige i alle barnemordene. Hun forklarede yderligere at hun var blevet presset til at stå for adoptionerne, hvor Svendsen havde dræbt børnene.
Den 23. juli 1925 sendte Østre Landsrets 1. afdeling en afvisning af Overbys begæring til Statsadvokaten for København, så denne kunne afgive erklæring om dennes beslutning også. 
Overby sagfører, Gottlieb Jacobsen, henvendte sig til statsadvokaten og bad om at Overbys anmodning om sagens genoptagelse blev taget til eftertragtning. Han argumenterede for at størstedelen af det afsluttede sagskompleks var bygget op på Overbys egne tilståelser og udtalelser generelt, og eftersom disse ofte havde været usammenhængende, vage, skiftende eller ligefrem trukket tilbage, var det hans overbevisning at det nye materiale burde undersøges.

## Død
Overby døde den 6. maj 1929 i Vestre Fængsel, København, 42 år gammel.

## Efterspil
I forbindelse med efterforskningen af Overby, valgte flest aviser at afdække Overby som morder, mens andre, bl.a. Dansk Politiforbunds avis, Politivennen, i stedet satte fokus på, hvordan et scenarie som dette overhovedet var muligt. Avisen lagde op til, at ansvaret og skylden for drab som disse ikke kun skulle pålægges Overby, eller de uansvarlige forældre (specielt mødrene), men også samfundet, hvor en manglende registrering og opsyn med individer, såsom nyfødte, gav mordere som Overby fri mulighed for at begå drab. Dette opråb blev taget til efterretning, da man år senere, i 1924 indførte loven om folkeregistrering. Endvidere blev der indført love om tilsyn af børn født uden for ægteskab og plejebørn, som var i kraft frem til 1965.

## Tidslinje
Barnets navn (hvis kendt) efterfulgt af morens navn i parentes.
- Axel Overby (Dagmar Overby) – dør af naturlige årsager 10. oktober 1910.
- Erena Overby (Dagmar Overby) – fødes 4. september 1912.
- Paul Lemmer (Dagmar Overby) – fødes 8. september 1913. Sættes ud og kommer i pleje.
- Harry Jensen (Rasmine Kirsten Jensen) – dræbes 15. april 1916.
- *Pige* (Maren Pouline Hansen) – dræbes 18. april 1916.
- Poul Larsen (Ester Mathilde Larsen) – dræbes 22. maj 1916.
- *Pige* (Kristine Hüttel) – dræbes primo juli 1916.
- *Dreng* (Frida Speer-Hansen) – dræbes 1. september 1916.
- *Dreng* (Ane Kirstine Christensen) – dør 5. februar 1917 og begraves som Harry Jensen hos Rasmine Jensen.
- Angelo Axel Overby Hansen (Rosa Kirstine Hansen) – beholdes i pleje.
- *Dreng* (Dagmar Overby) – dør kort efter fødslen af en hjertefejl 16. maj 1917.
- Lissi Priess/Elly Margrethe Hüttel (Anne Elisabeth Priess) – afleveres til Kristine Hüttel under påskud af at det var hendes datter, som konsekvens for manglende betaling. Fik her navnet Elly Margrethe Hüttel.
- Lilly Hansen (Olga Rosalie Hansen) – dræbes slut oktober 1917. Overby modtog betaling for pasning af barnet frem til sommeren 1919.
- *Dreng* (Anna Kirstine Vodder) – dræbes 16. december 1917.
- *Pige* (Birgitte Petersen) – dræbes 25. februar 1918.
- Kai Helmersen (Carla Helmersen) – dræbes 4. oktober 1919.
- *Pige* (Caroline Aagesen) – dræbes 30. august 1920.

## Skildringer
- Hendes sag er omtalt på Politihistorisk Museum på Nørrebro.
- Teatret ved Sorte Hest har lavet en forestilling om hende: Historien om en Mo(r)der.
- Karen Søndergaard Jensen har skrevet roman Englemagersken om Dagmar Overby.[72][73]
- Nogle gange staves navnet Overby også "Overbye": Hendes efternavn er Overby – ikke Overbye ifølge kirkebogen for Vedslet Sogn, Voer Herred, Skanderborg Amt, fødte kvinder 1869-1891.[74]
- Mikael K fra bandet Klondyke har skrevet en sang om hende: Dagmar-O, udgivet på albummet Udkantsland – Sange fra skæve Danmark vol. 1.
- Det danske dødsmetalband Compos Mentis har skrevet en sang om hende: The Angel Maker, fra albummet Our Kingdom Of Decay.[75]
- Overby portrætteres af Trine Dyrholm i den danske Oscar-nominerede film Pigen med nålen fra 2024.[76]